# Đạ Kho
Đạ Kho là một xã thuộc huyện Đạ Huoai, tỉnh Lâm Đồng, Việt Nam.

## Địa lý
Xã Đạ Kho có diện tích 39,60 km², dân số năm 2022 là 5.606 người, mật độ dân số đạt 141 người/km².

## Hành chính
Xã Đạ Kho được chia thành 9 thôn: 1, 2, 3, 4, 5, 6, 7, 8, 9.

## Lịch sử
Ngày 11 tháng 7 năm 1994, Chính phủ ban hành Nghị định số 65-CP về việc chuyển xã Đạ Kho thuộc huyện Bảo Lộc về huyện Đạ Huoai mới thành lập quản lý.
Ngày 6 tháng 3 năm 1984, Hội đồng Bộ trưởng ban hành Quyết định số 38-HĐBT về việc thành lập xã Triệu Hải trên cơ sở một phần của xã Đạ Kho (Đạ Kệ).
Ngày 6 tháng 6 năm 1986, Hội đồng Bộ trưởng ban hành Quyết định số 68-HĐBT về việc chuyển xã Đạ Kho thuộc huyện Đạ Huoai về huyện Đạ Tẻh mới thành lập quản lý.
Ngày 21 tháng 1 năm 2020, HĐND tỉnh Lâm Đồng ban hành Nghị quyết số 166/NQ-HĐND về việc:
- sáp nhập Thôn 5 vào Thôn 4
- Đổi tên Thôn 6 thành Thôn 5.
- Đổi tên Thôn 7 thành Thôn 6.
- Thành lập Thôn 7 trên cơ sở Thôn 8 và Thôn 9.
- Đổi tên Thôn 10 thành Thôn 8.
- Đổi tên Thôn 11 thành Thôn 9.

Ngày 24 tháng 10 năm 2024, Ủy ban Thường vụ Quốc hội ban hành Nghị quyết số 1245/NQ-UBTVQH15 về việc sắp xếp đơn vị hành chính cấp huyện, cấp xã của tỉnh Lâm Đồng giai đoạn 2023 – 2025 (nghị quyết có hiệu lực từ ngày 1 tháng 12 năm 2024). Theo đó, sáp nhập xã Đạ Kho thuộc huyện Đạ Tẻh vào huyện Đa Huoai.